# Radeberg
Radeberg – miasto we wschodniej części Niemiec, w kraju związkowym Saksonia, w powiecie Budziszyn. Liczy ok. 18,8 tys. mieszkańców. Do 31 lipca 2008 miasto leżało w nieistniejącym już powiecie Kamenz. Do 29 lutego 2012 należało do okręgu administracyjnego Drezno.

## Gospodarka
W mieście rozwinął się przemysł elektroniczny, szklarski, meblarski, włókienniczy oraz maszynowy.

## Historia

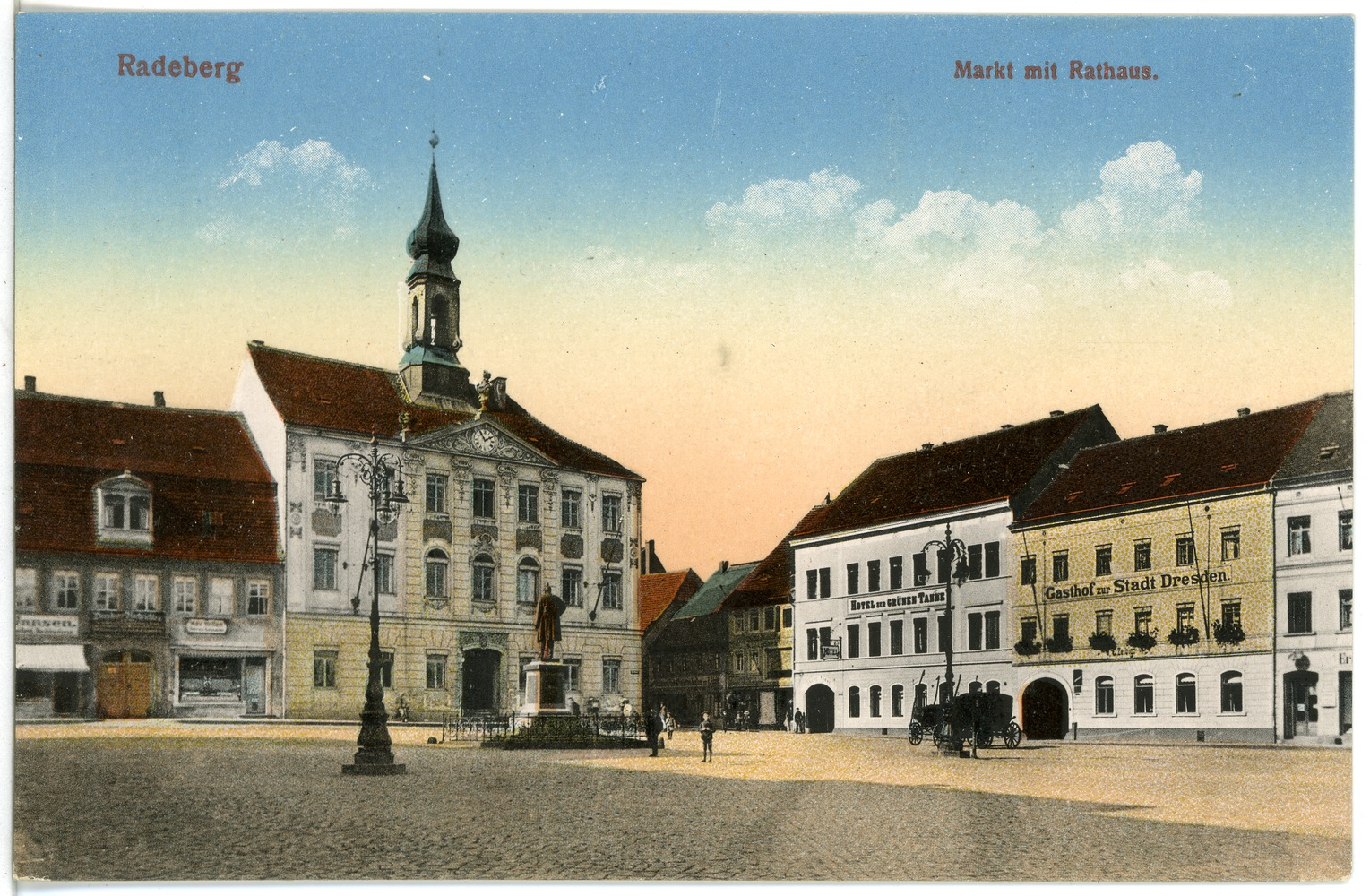
Rynek ok. 1916 r.

Najstarsza wzmianka o miejscowości pochodzi z 1219 roku. Prawa miejskie otrzymała 16 marca 1412. W XVI wieku w okolicy miasta odkryto złoża srebra, które jednakże zostały szybko wyczerpane. Miasto znacząco ucierpiało w trakcie wojny trzydziestoletniej i III wojny północnej. Od 1697 do 1763 było częścią unijnego państwa polsko-saskiego. W 1714 większa część miasta spłonęła, mniejszy pożar miał miejsce w 1741. Od 1806 w granicach Królestwa Saksonii, a od 1871 część Niemiec. W 1872 powstał tu browar Radeberger.
W kwietniu 1945 miasto zostało opanowane przez 1 Drezdeński Korpus Pancerny Ludowego Wojska Polskiego. W latach 1949–1990 należało do NRD.

## Zabytki
- Słup dystansowy poczty polsko-saskiej z 1728 r. z monogramem króla Augusta II Mocnego na Rynku (przed ratuszem), wielokrotnie restaurowany, nietknięty pożarem w 1741, usunięty w 1852, zrekonstruowany i ponownie odsłonięty w 2012 w dniu sześćsetnej rocznicy otrzymania przez Radeberg praw miejskich w obecności premiera Saksonii Stanisława Tilicha
- Ratusz z lat 1767-1769 przy Rynku, przebudowany w 1904 r. w stylu neobarokowym
- Kamieniczki z XVIII w. przy Rynku
- Pozostałości murów miejskich z XVIII w.
- Zamek Klippenstein
- Kościół św. Wawrzyńca z ok. 1881 r. (rzymskokatolicki)
- Wieża ciśnień z XIX w.
- Dworzec kolejowy z 1876 r.
- Gmach poczty z lat 1894-1895
- Szkoła im. Pestalozziego (Pestalozzi-Schule) z 1896 r.
- Browar z początku XX w.
- Szpital Miejski z ok. 1905 r.
- Gimnazjum im. Humboldta (Humboldt-Gymnasium) z 1912 r.

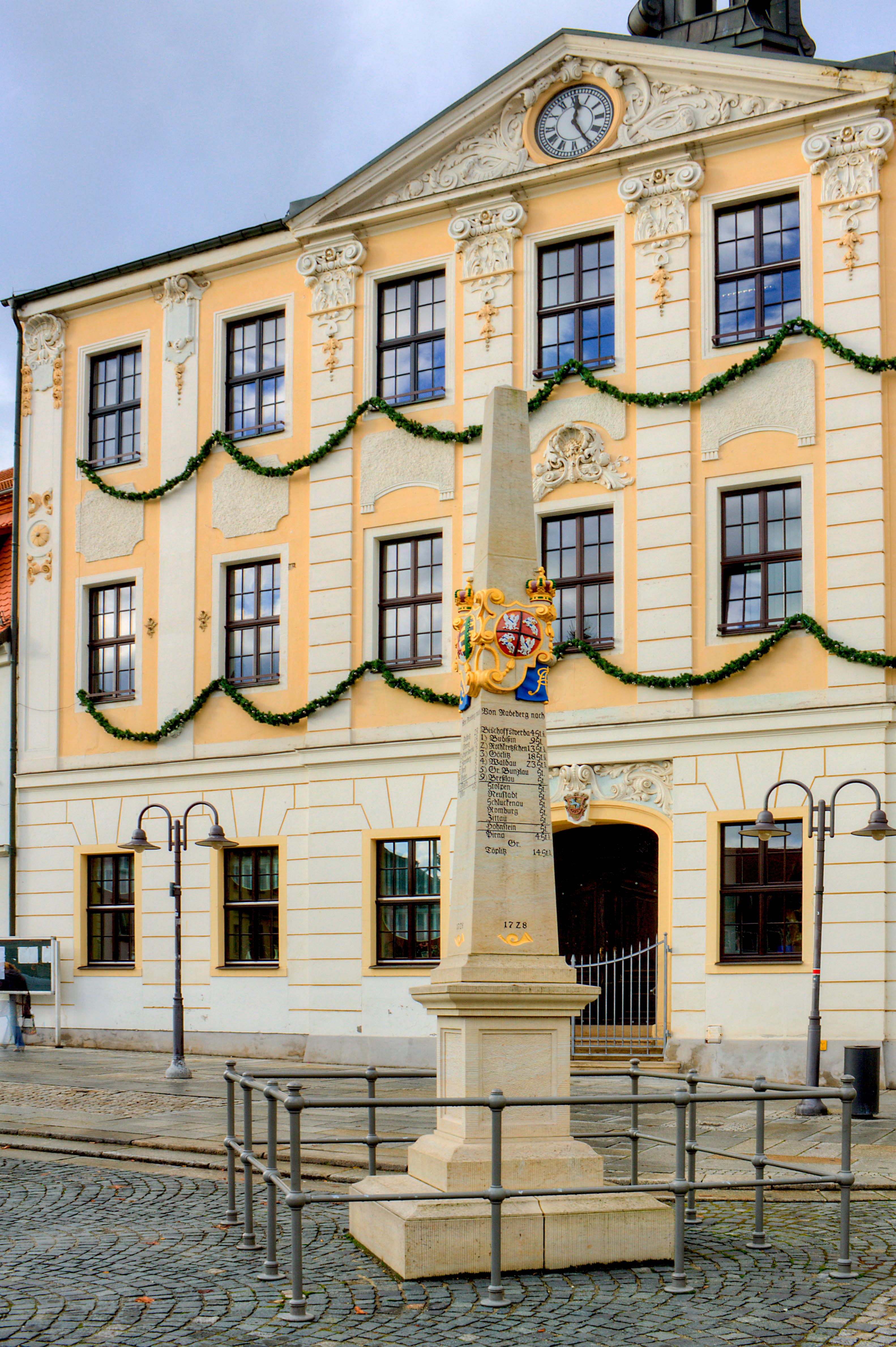
Słup dystansowy
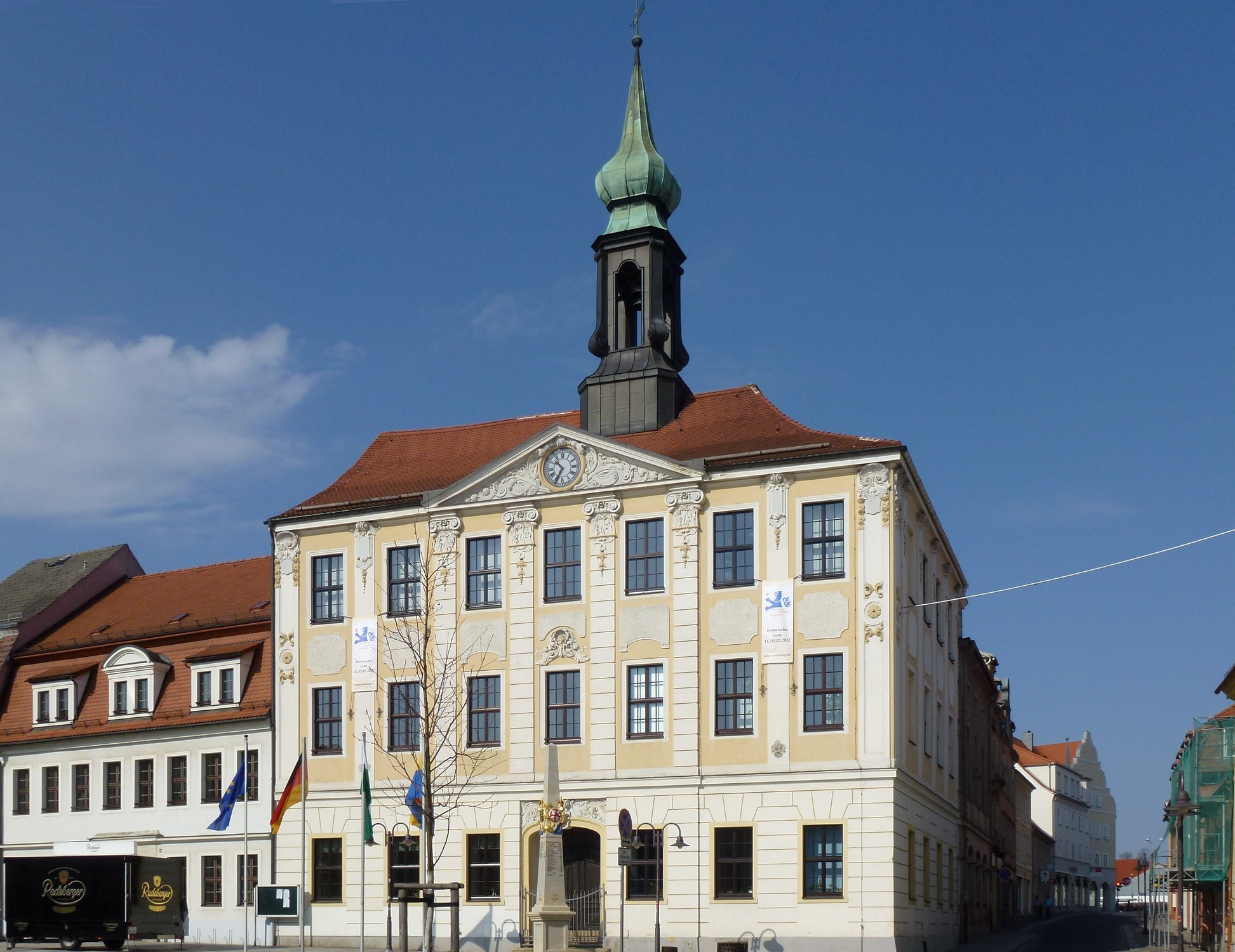
Ratusz
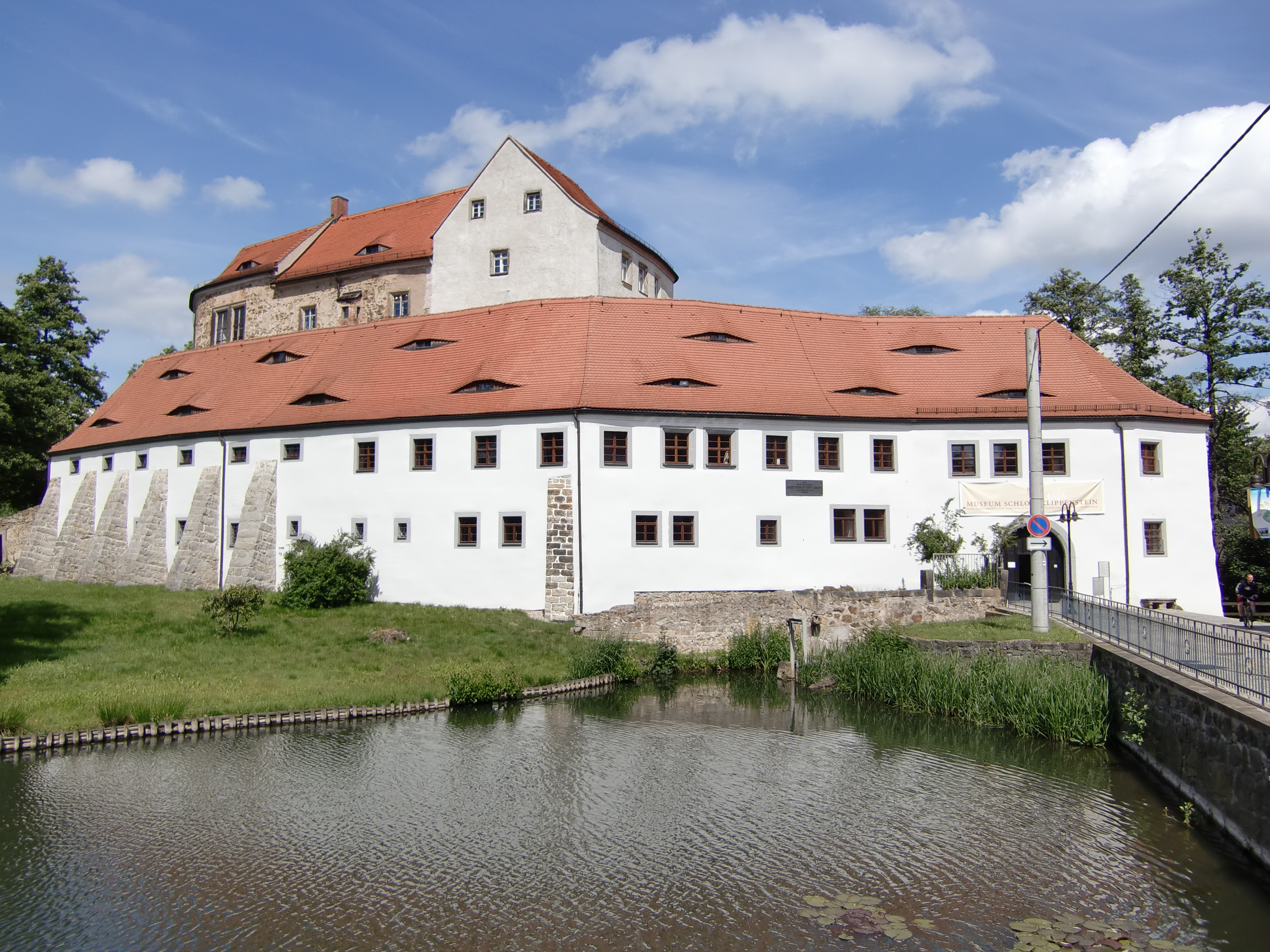
Zamek Klippenstein
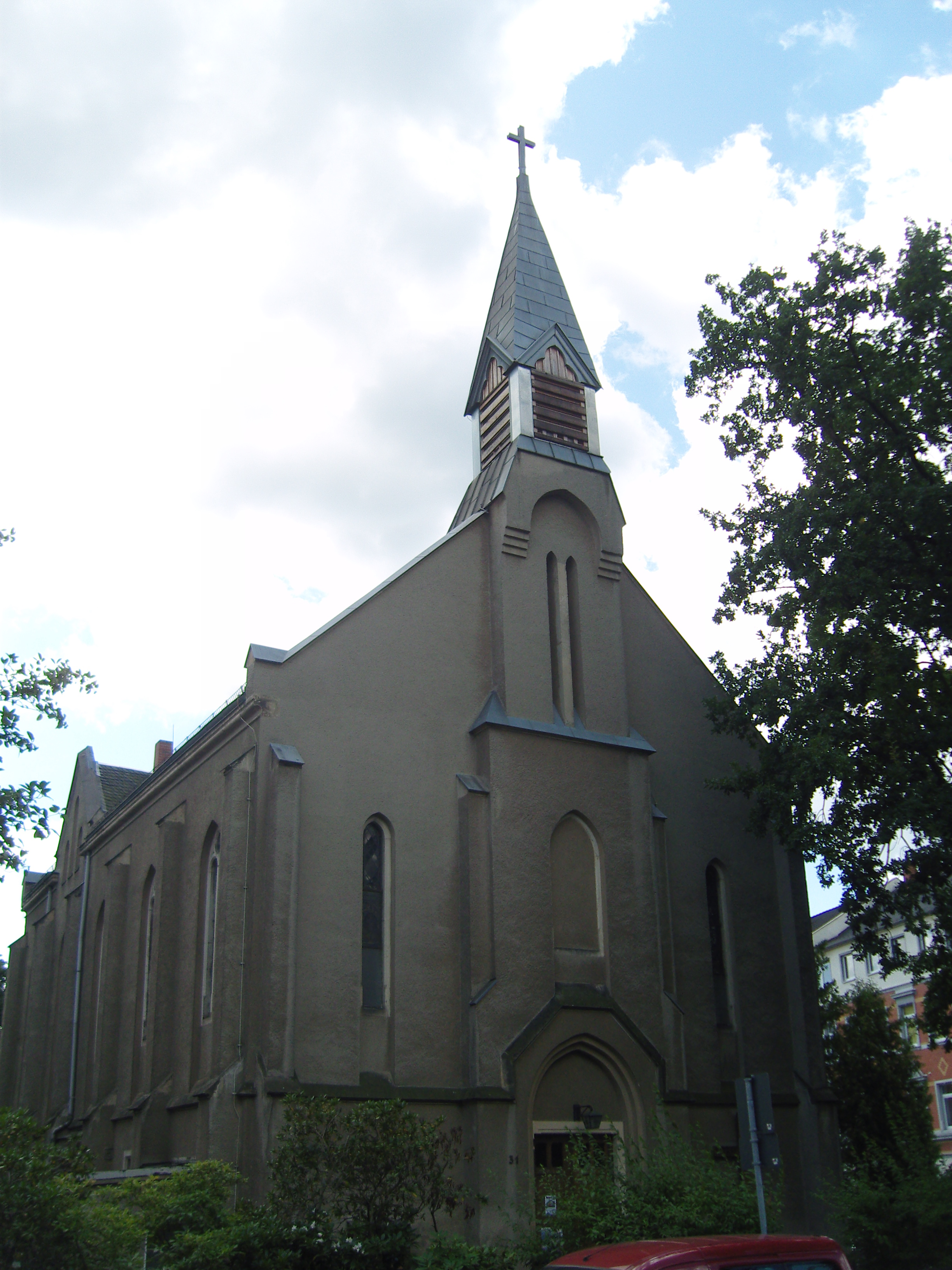
Kościół św. Wawrzyńca

## Współpraca
Miejscowość partnerska:
- Aschheim, Bawaria (kontakty utrzymuje dzielnica Liegau-Augustusbad)
- Garching bei München, Bawaria
- Oberkirch, Badenia-Wirtembergia